# Temporada 1994 de Fórmula 1
La temporada 1994 de Fórmula 1 fue la 45.º edición del Campeonato Mundial de Fórmula 1 de la historia. En esta temporada el vencedor fue Michael Schumacher logrando su primer campeonato y el primero con la escudería Benetton. Por su parte, Williams-Renault venció en el campeonato de constructores, derrotando a Benetton-Ford. 
La temporada fue largamente recordada por la tragedia que significó el Gran Premio de San Marino, donde se sucedieron múltiples accidentes, entre ellos, los que se cobraron las vidas de Roland Ratzenberger y del tricampeón mundial Ayrton Senna.

## Escuderías y pilotos
La siguiente tabla muestra los equipos para la temporada 1994 de Fórmula 1.
Como en años anteriores, nuevamente se mantuvo el sistema de numeración adoptado en la temporada 1974, por el cual se tomaba como parámetro los resultados del Campeonato de constructores 1973 para designar la numeración de los equipos, dejando el par numérico "1-2" para el piloto campeón de la temporada anterior y para su escudero.
Por segunda vez consecutiva se produjo una situación paradójica, por la cual se habilitó el uso del número "0" en lugar del "1" para identificar a un piloto. Esta alternativa se produjo nuevamente ante el caso de la ausencia en la temporada del campeón defensor, siendo en este caso, el francés Alain Prost que había anunciado su retiro de la actividad deportiva, una vez finalizada la temporada anterior. Ante esta situación, el equipo Williams Grand Prix (a su vez, campeón defensor del título de constructores) hizo uso del número 0 en lugar del 1, para testimoniar la ausencia del campeón reinante. Nuevamente y por segundo año consecutivo, quien tuvo la asignación de correr identificado con ese número, fue el inglés Damon Hill.
Con relación a los demás equipos, en esta temporada se produjeron las incorporaciones de los equipos Pacific Racing y Simtek, mientras que en contrapartida se produjo la baja del equipo BMS Scuderia Italia, que en la temporada anterior compitió en alianza con Lola Cars. Los nuevos equipos fueron identificados con dorsales posteriores al último inscripto de la temporada, mientras que el resto de los equipos competidores mantuvieron sus dorsales asignados en la temporada anterior.
| Escudería                                       | Chasis    | Chasis         | Motor                                                       | Neu. | N.º | Pilotos                | Rondas      |
| ----------------------------------------------- | --------- | -------------- | ----------------------------------------------------------- | ---- | --- | ---------------------- | ----------- |
| Rothmans Williams Renault                       | Williams  | FW16 FW16B     | Renault RS6 3.5 V10                                         | G    | 0   | Damon Hill             | Todas       |
| Rothmans Williams Renault                       | Williams  | FW16 FW16B     | Renault RS6 3.5 V10                                         | G    | 2   | Ayrton Senna           | 1-3         |
| Rothmans Williams Renault                       | Williams  | FW16 FW16B     | Renault RS6 3.5 V10                                         | G    | 2   | David Coulthard        | 5-6, 8-13   |
| Rothmans Williams Renault                       | Williams  | FW16 FW16B     | Renault RS6 3.5 V10                                         | G    | 2   | Nigel Mansell          | 7, 14-16    |
| Tyrrell Racing Organisation                     | Tyrrell   | 022            | Yamaha OX10B 3.5 V10                                        | G    | 3   | Ukyō Katayama          | Todas       |
| Tyrrell Racing Organisation                     | Tyrrell   | 022            | Yamaha OX10B 3.5 V10                                        | G    | 4   | Mark Blundell          | Todas       |
| Mild Seven Benetton Ford                        | Benetton  | B194           | Ford ECA Zetec-R 3.5 V8                                     | G    | 5   | Michael Schumacher     | 1-11, 14-16 |
| Mild Seven Benetton Ford                        | Benetton  | B194           | Ford ECA Zetec-R 3.5 V8                                     | G    | 5   | J. J. Lehto            | 12-13       |
| Mild Seven Benetton Ford                        | Benetton  | B194           | Ford ECA Zetec-R 3.5 V8                                     | G    | 6   | Jos Verstappen         | 1-2, 7-14   |
| Mild Seven Benetton Ford                        | Benetton  | B194           | Ford ECA Zetec-R 3.5 V8                                     | G    | 6   | J. J. Lehto            | 3-6         |
| Mild Seven Benetton Ford                        | Benetton  | B194           | Ford ECA Zetec-R 3.5 V8                                     | G    | 6   | Johnny Herbert         | 15-16       |
| Marlboro McLaren Peugeot                        | McLaren   | MP4/9          | Peugeot A6 3.5 V10                                          | G    | 7   | Mika Häkkinen          | 1-9, 11-16  |
| Marlboro McLaren Peugeot                        | McLaren   | MP4/9          | Peugeot A6 3.5 V10                                          | G    | 7   | Philippe Alliot        | 10          |
| Marlboro McLaren Peugeot                        | McLaren   | MP4/9          | Peugeot A6 3.5 V10                                          | G    | 8   | Martin Brundle         | Todas       |
| Footwork Ford                                   | Footwork  | FA15           | Ford HBE7/8 3.5 V8                                          | G    | 9   | Christian Fittipaldi   | Todas       |
| Footwork Ford                                   | Footwork  | FA15           | Ford HBE7/8 3.5 V8                                          | G    | 10  | Gianni Morbidelli      | Todas       |
| Team Lotus                                      | Lotus     | 107C 109       | Mugen-Honda MF-351 HC 3.5 V10 Mugen-Honda MF-351 HD 3.5 V10 | G    | 11  | Pedro Lamy             | 1-4         |
| Team Lotus                                      | Lotus     | 107C 109       | Mugen-Honda MF-351 HC 3.5 V10 Mugen-Honda MF-351 HD 3.5 V10 | G    | 11  | Alessandro Zanardi     | 5-10, 12    |
| Team Lotus                                      | Lotus     | 107C 109       | Mugen-Honda MF-351 HC 3.5 V10 Mugen-Honda MF-351 HD 3.5 V10 | G    | 11  | Philippe Adams         | 11, 13      |
| Team Lotus                                      | Lotus     | 107C 109       | Mugen-Honda MF-351 HC 3.5 V10 Mugen-Honda MF-351 HD 3.5 V10 | G    | 11  | Éric Bernard           | 14          |
| Team Lotus                                      | Lotus     | 107C 109       | Mugen-Honda MF-351 HC 3.5 V10 Mugen-Honda MF-351 HD 3.5 V10 | G    | 11  | Mika Salo              | 15-16       |
| Team Lotus                                      | Lotus     | 107C 109       | Mugen-Honda MF-351 HC 3.5 V10 Mugen-Honda MF-351 HD 3.5 V10 | G    | 12  | Johnny Herbert         | 1-13        |
| Team Lotus                                      | Lotus     | 107C 109       | Mugen-Honda MF-351 HC 3.5 V10 Mugen-Honda MF-351 HD 3.5 V10 | G    | 12  | Alessandro Zanardi     | 14-16       |
| Sasol Jordan                                    | Jordan    | 194            | Hart 1035 3.5 V10                                           | G    | 14  | Rubens Barrichello     | Todas       |
| Sasol Jordan                                    | Jordan    | 194            | Hart 1035 3.5 V10                                           | G    | 15  | Eddie Irvine           | 1, 5-16     |
| Sasol Jordan                                    | Jordan    | 194            | Hart 1035 3.5 V10                                           | G    | 15  | Aguri Suzuki           | 2           |
| Sasol Jordan                                    | Jordan    | 194            | Hart 1035 3.5 V10                                           | G    | 15  | Andrea de Cesaris      | 3-4         |
| Tourtel Larrousse F1                            | Larrousse | LH94           | Ford HBF7/8 3.5 V8                                          | G    | 19  | Olivier Beretta        | 1-10        |
| Tourtel Larrousse F1                            | Larrousse | LH94           | Ford HBF7/8 3.5 V8                                          | G    | 19  | Philippe Alliot        | 11          |
| Tourtel Larrousse F1                            | Larrousse | LH94           | Ford HBF7/8 3.5 V8                                          | G    | 19  | Yannick Dalmas         | 12-13       |
| Tourtel Larrousse F1                            | Larrousse | LH94           | Ford HBF7/8 3.5 V8                                          | G    | 19  | Hideki Noda            | 14-16       |
| Tourtel Larrousse F1                            | Larrousse | LH94           | Ford HBF7/8 3.5 V8                                          | G    | 20  | Érik Comas             | 1-15        |
| Tourtel Larrousse F1                            | Larrousse | LH94           | Ford HBF7/8 3.5 V8                                          | G    | 20  | Jean-Denis Délétraz    | 16          |
| Minardi Scuderia Italia                         | Minardi   | M193B M194     | Ford HBC7/8 3.5 V8                                          | G    | 23  | Pierluigi Martini      | Todas       |
| Minardi Scuderia Italia                         | Minardi   | M193B M194     | Ford HBC7/8 3.5 V8                                          | G    | 24  | Michele Alboreto       | Todas       |
| Ligier Gitanes Blondes                          | Ligier    | JS39B          | Renault RS6 3.5 V10                                         | G    | 25  | Éric Bernard           | 1-13        |
| Ligier Gitanes Blondes                          | Ligier    | JS39B          | Renault RS6 3.5 V10                                         | G    | 25  | Johnny Herbert         | 14          |
| Ligier Gitanes Blondes                          | Ligier    | JS39B          | Renault RS6 3.5 V10                                         | G    | 25  | Franck Lagorce         | 15-16       |
| Ligier Gitanes Blondes                          | Ligier    | JS39B          | Renault RS6 3.5 V10                                         | G    | 26  | Olivier Panis          | Todas       |
| Scuderia Ferrari                                | Ferrari   | 412 T1 412 T1B | Ferrari 043 3.5 V12                                         | G    | 27  | Jean Alesi             | 1, 4-16     |
| Scuderia Ferrari                                | Ferrari   | 412 T1 412 T1B | Ferrari 043 3.5 V12                                         | G    | 27  | Nicola Larini          | 2-3         |
| Scuderia Ferrari                                | Ferrari   | 412 T1 412 T1B | Ferrari 043 3.5 V12                                         | G    | 28  | Gerhard Berger         | Todas       |
| Broker Sauber Mercedes                          | Sauber    | C13            | Mercedes 2175B 3.5 V10                                      | G    | 29  | Karl Wendlinger        | 1-4         |
| Broker Sauber Mercedes                          | Sauber    | C13            | Mercedes 2175B 3.5 V10                                      | G    | 29  | Andrea de Cesaris      | 6-14        |
| Broker Sauber Mercedes                          | Sauber    | C13            | Mercedes 2175B 3.5 V10                                      | G    | 29  | J. J. Lehto            | 15-16       |
| Broker Sauber Mercedes                          | Sauber    | C13            | Mercedes 2175B 3.5 V10                                      | G    | 30  | Heinz-Harald Frentzen  | Todas       |
| MTV Simtek Ford                                 | Simtek    | S941           | Ford HBD6 3.5 V8                                            | G    | 31  | David Brabham          | Todas       |
| MTV Simtek Ford                                 | Simtek    | S941           | Ford HBD6 3.5 V8                                            | G    | 32  | Roland Ratzenberger    | 1-3         |
| MTV Simtek Ford                                 | Simtek    | S941           | Ford HBD6 3.5 V8                                            | G    | 32  | Andrea Montermini      | 5           |
| MTV Simtek Ford                                 | Simtek    | S941           | Ford HBD6 3.5 V8                                            | G    | 32  | Jean-Marc Gounon       | 7-13        |
| MTV Simtek Ford                                 | Simtek    | S941           | Ford HBD6 3.5 V8                                            | G    | 32  | Domenico Schiattarella | 14, 16      |
| MTV Simtek Ford                                 | Simtek    | S941           | Ford HBD6 3.5 V8                                            | G    | 32  | Taki Inoue             | 15          |
| Pacific Grand Prix Ltd Ursus Pacific Grand Prix | Pacific   | PR01           | Ilmor 2175A 3.5 V10                                         | G    | 33  | Paul Belmondo          | Todas       |
| Pacific Grand Prix Ltd Ursus Pacific Grand Prix | Pacific   | PR01           | Ilmor 2175A 3.5 V10                                         | G    | 34  | Bertrand Gachot        | Todas       |

## Resultados
| Orden | Gran Premio                 | Poles position     | Vuelta rápida      | Piloto ganador     | Constructor      | Resultados |
| ----- | --------------------------- | ------------------ | ------------------ | ------------------ | ---------------- | ---------- |
| 1     | Gran Premio de Brasil       | Ayrton Senna       | Michael Schumacher | Michael Schumacher | Benetton-Ford    | Resultados |
| 2     | Gran Premio del Pacífico    | Ayrton Senna       | Michael Schumacher | Michael Schumacher | Benetton-Ford    | Resultados |
| 3     | Gran Premio de San Marino   | Ayrton Senna       | Damon Hill         | Michael Schumacher | Benetton-Ford    | Resultados |
| 4     | Gran Premio de Mónaco       | Michael Schumacher | Michael Schumacher | Michael Schumacher | Benetton-Ford    | Resultados |
| 5     | Gran Premio de España       | Michael Schumacher | Michael Schumacher | Damon Hill         | Williams-Renault | Resultados |
| 6     | Gran Premio de Canadá       | Michael Schumacher | Michael Schumacher | Michael Schumacher | Benetton-Ford    | Resultados |
| 7     | Gran Premio de Francia      | Damon Hill         | Damon Hill         | Michael Schumacher | Benetton-Ford    | Resultados |
| 8     | Gran Premio de Gran Bretaña | Damon Hill         | Damon Hill         | Damon Hill         | Williams-Renault | Resultados |
| 9     | Gran Premio de Alemania     | Gerhard Berger     | David Coulthard    | Gerhard Berger     | Ferrari          | Resultados |
| 10    | Gran Premio de Hungría      | Michael Schumacher | Michael Schumacher | Michael Schumacher | Benetton-Ford    | Resultados |
| 11    | Gran Premio de Bélgica      | Rubens Barrichello | Damon Hill         | Damon Hill         | Williams-Renault | Resultados |
| 12    | Gran Premio de Italia       | Jean Alesi         | Damon Hill         | Damon Hill         | Williams-Renault | Resultados |
| 13    | Gran Premio de Portugal     | Gerhard Berger     | David Coulthard    | Damon Hill         | Williams-Renault | Resultados |
| 14    | Gran Premio de Europa       | Michael Schumacher | Michael Schumacher | Michael Schumacher | Benetton-Ford    | Resultados |
| 15    | Gran Premio de Japón        | Michael Schumacher | Damon Hill         | Damon Hill         | Williams-Renault | Resultados |
| 16    | Gran Premio de Australia    | Nigel Mansell      | Michael Schumacher | Nigel Mansell      | Williams-Renault | Resultados |

## Clasificaciones

### Puntuaciones
| Posición | 1.º | 2.º | 3.º | 4.º | 5.º | 6.º |
| Puntos   | 10  | 6   | 4   | 3   | 2   | 1   |

### Campeonato de Pilotos
| Pos | Piloto                 | BRA | PAC | SMR | MON | ESP | CAN | FRA | GBR | GER | HUN | BEL | ITA | POR | EUR | JPN | AUS | Puntos |
| --- | ---------------------- | --- | --- | --- | --- | --- | --- | --- | --- | --- | --- | --- | --- | --- | --- | --- | --- | ------ |
| 1   | Michael Schumacher     | 1   | 1   | 1   | 1   | 2   | 1   | 1   | DSQ | Ret | 1   | DSQ |     |     | 1   | 2   | Ret | 92     |
| 2   | Damon Hill             | 2   | Ret | 6   | Ret | 1   | 2   | 2   | 1   | 8   | 2   | 1   | 1   | 1   | 2   | 1   | Ret | 91     |
| 3   | Gerhard Berger         | Ret | 2   | Ret | 3   | Ret | 4   | 3   | Ret | 1   | 12† | Ret | 2   | Ret | 5   | Ret | 2   | 41     |
| 4   | Mika Häkkinen          | Ret | Ret | 3   | Ret | Ret | Ret | Ret | 3   | Ret |     | 2   | 3   | 3   | 3   | 7   | 12† | 26     |
| 5   | Jean Alesi             | 3   |     |     | 5   | 4   | 3   | Ret | 2   | Ret | Ret | Ret | Ret | Ret | 10  | 3   | 6   | 24     |
| 6   | Rubens Barrichello     | 4   | 3   | DNQ | Ret | Ret | 7   | Ret | 4   | Ret | Ret | Ret | 4   | 4   | 12  | Ret | 4   | 19     |
| 7   | Martin Brundle         | Ret | Ret | 8   | 2   | 11† | Ret | Ret | Ret | Ret | 4†  | Ret | 5   | 6   | Ret | Ret | 3   | 16     |
| 8   | David Coulthard        |     |     |     |     | Ret | 5   |     | 5   | Ret | Ret | 4   | 6†  | 2   |     |     |     | 14     |
| 9   | Nigel Mansell          |     |     |     |     |     |     | Ret |     |     |     |     |     |     | Ret | 4   | 1   | 13     |
| 10  | Jos Verstappen         | Ret | Ret |     |     |     |     | Ret | 8   | Ret | 3   | 3   | Ret | 5   | Ret |     |     | 10     |
| 11  | Olivier Panis          | 11  | 9   | 11  | 9   | 7   | 12  | Ret | 12  | 2   | 6   | 7   | 10  | DSQ | 9   | 11  | 5   | 9      |
| 12  | Mark Blundell          | Ret | Ret | 9   | Ret | 3   | 10† | 10  | Ret | Ret | 5   | 5   | Ret | Ret | 13  | Ret | Ret | 8      |
| 13  | Heinz-Harald Frentzen  | Ret | 5   | 7   | DNS | Ret | Ret | 4   | 7   | Ret | Ret | Ret | Ret | Ret | 6   | 6   | 7   | 7      |
| 14  | Nicola Larini          |     | Ret | 2   |     |     |     |     |     |     |     |     |     |     |     |     |     | 6      |
| 15  | Christian Fittipaldi   | Ret | 4   | 13† | Ret | Ret | DSQ | 8   | 9   | 4   | 14† | Ret | Ret | 8   | 17  | 8   | 8   | 6      |
| 16  | Eddie Irvine           | Ret |     |     |     | 6   | Ret | Ret | Ret | Ret | Ret | 13† | Ret | 7   | 4   | 5   | Ret | 6      |
| 17  | Ukyō Katayama          | 5   | Ret | 5   | Ret | Ret | Ret | Ret | 6   | Ret | Ret | Ret | Ret | Ret | 7   | Ret | Ret | 5      |
| 18  | Éric Bernard           | Ret | 10  | 12  | Ret | 8   | 13  | Ret | 13  | 3   | 10  | 10  | 7   | 10  | 18  |     |     | 4      |
| 19  | Karl Wendlinger        | 6   | Ret | 4   | DNS |     |     |     |     |     |     |     |     |     |     |     |     | 4      |
| 20  | Andrea de Cesaris      |     |     | Ret | 4   |     | Ret | 6   | Ret | Ret | Ret | Ret | Ret | Ret | Ret |     |     | 4      |
| 21  | Pierluigi Martini      | 8   | Ret | Ret | Ret | 5   | 9   | 5   | 10  | Ret | Ret | 8   | Ret | 12  | 15  | Ret | 9   | 4      |
| 22  | Gianni Morbidelli      | Ret | Ret | Ret | Ret | Ret | Ret | Ret | Ret | 5   | Ret | 6   | Ret | 9   | 11  | Ret | Ret | 3      |
| 23  | Érik Comas             | 9   | 6   | Ret | 10  | Ret | Ret | 11† | Ret | 6   | 8   | Ret | 8   | Ret | Ret | 9   |     | 2      |
| 24  | J. J. Lehto            |     |     | Ret | 7   | Ret | 6   |     |     |     |     |     | 9   | Ret |     | Ret | 10  | 1      |
| 25  | Michele Alboreto       | Ret | Ret | Ret | 6   | Ret | 11  | Ret | Ret | Ret | 7   | 9   | Ret | 13  | 14  | Ret | Ret | 1      |
| NC  | Johnny Herbert         | 7   | 7   | 10  | Ret | Ret | 8   | 7   | 11  | Ret | Ret | 12  | Ret | 11  | 8   | Ret | Ret | 0      |
| NC  | Olivier Beretta        | Ret | Ret | Ret | 8   | Ret | Ret | Ret | 14  | 7   | 9   |     |     |     |     |     |     | 0      |
| NC  | Pedro Lamy             | 10  | 8   | Ret | 11  |     |     |     |     |     |     |     |     |     |     |     |     | 0      |
| NC  | Jean-Marc Gounon       |     |     |     |     |     |     | 9   | 16  | Ret | Ret | 11  | Ret | 15  |     |     |     | 0      |
| NC  | Alessandro Zanardi     |     |     |     |     | 9   | 15  | Ret | Ret | Ret | 13  |     | Ret |     | 16  | 13  | Ret | 0      |
| NC  | David Brabham          | 12  | Ret | Ret | Ret | 10  | 14  | Ret | 15  | Ret | 11  | Ret | Ret | Ret | Ret | 12  | Ret | 0      |
| NC  | Mika Salo              |     |     |     |     |     |     |     |     |     |     |     |     |     |     | 10  | Ret | 0      |
| NC  | Roland Ratzenberger    | DNQ | 11  | DNS |     |     |     |     |     |     |     |     |     |     |     |     |     | 0      |
| NC  | Franck Lagorce         |     |     |     |     |     |     |     |     |     |     |     |     |     |     | Ret | 11  | 0      |
| NC  | Yannick Dalmas         |     |     |     |     |     |     |     |     |     |     |     | Ret | 14  |     |     |     | 0      |
| NC  | Philippe Adams         |     |     |     |     |     |     |     |     |     |     | Ret |     | 16  |     |     |     | 0      |
| NC  | Domenico Schiattarella |     |     |     |     |     |     |     |     |     |     |     |     |     | 19  |     | Ret | 0      |
| NC  | Bertrand Gachot        | Ret | DNQ | Ret | Ret | Ret | Ret | DNQ | DNQ | DNQ | DNQ | DNQ | DNQ | DNQ | DNQ | DNQ | DNQ | 0      |
| NC  | Ayrton Senna           | Ret | Ret | Ret |     |     |     |     |     |     |     |     |     |     |     |     |     | 0      |
| NC  | Hideki Noda            |     |     |     |     |     |     |     |     |     |     |     |     |     | Ret | Ret | Ret | 0      |
| NC  | Paul Belmondo          | DNQ | DNQ | DNQ | Ret | Ret | DNQ | DNQ | DNQ | DNQ | DNQ | DNQ | DNQ | DNQ | DNQ | DNQ | DNQ | 0      |
| NC  | Philippe Alliot        |     |     |     |     |     |     |     |     |     | Ret | Ret |     |     |     |     |     | 0      |
| NC  | Aguri Suzuki           |     | Ret |     |     |     |     |     |     |     |     |     |     |     |     |     |     | 0      |
| NC  | Taki Inoue             |     |     |     |     |     |     |     |     |     |     |     |     |     |     | Ret |     | 0      |
| NC  | Jean-Denis Délétraz    |     |     |     |     |     |     |     |     |     |     |     |     |     |     |     | Ret | 0      |
| NC  | Andrea Montermini      |     |     |     |     | DNQ |     |     |     |     |     |     |     |     |     |     |     | 0      |
| Pos | Piloto                 | BRA | PAC | SMR | MON | ESP | CAN | FRA | GBR | GER | HUN | BEL | ITA | POR | EUR | JPN | AUS | Puntos |

| Color      | Resultado                          |
| ---------- | ---------------------------------- |
| Oro        | Ganador                            |
| Plata      | 2.º puesto                         |
| Bronce     | 3.er puesto                        |
| Verde      | Finalizó en los puntos             |
| Azul       | Finalizó sin puntos                |
| Azul       | NC - No clasificado                |
| Violeta    | Ret - No terminó                   |
| Rojo       | DNQ - No se clasificó              |
| Rojo       | DNPQ - No se preclasificó          |
| Negro      | DSQ - Descalificado                |
| Blanco     | DNS - No empezó                    |
| Blanco     | WD - Retirado                      |
| Blanco     | C - Carrera cancelada              |
| Azul claro | TD - Entrenamientos libres (2003-) |
| Sin color  | DNP - Inscrito, pero no participó  |
| Sin color  | INJ - Inscrito, pero lesionado     |
| Sin color  | EX - Excluido                      |

| Estado  | Resultado                                                                             |
| ------- | ------------------------------------------------------------------------------------- |
| Negrita | Pole position                                                                         |
| Cursiva | Vuelta rápida                                                                         |
| 1-8     | Posiciones puntuables de clasificación sprint (2021-)                                 |
| †       | No acabó el Gran Premio, pero fue clasificado ya que completó el porcentaje necesario |
| ‡       | Monoplaza compartido                                                                  |
| ~       | Se otorgó la mitad de puntos ya que no se cumplió con el 75% de la carrera            |
| ≠       | No obtuvo puntos ya que era piloto invitado                                           |
| F2      | Inscrito para carrera de Fórmula 2, no sumaba puntos                                  |

### Estadísticas del Campeonato de Pilotos
| Pos. | Piloto                 | Puntos | Victorias | Podios | Poles |
| ---- | ---------------------- | ------ | --------- | ------ | ----- |
| 1    | Michael Schumacher     | 92     | 8         | 10     | 6     |
| 2    | Damon Hill             | 91     | 6         | 11     | 2     |
| 3    | Gerhard Berger         | 41     | 1         | 6      | 2     |
| 4    | Mika Häkkinen          | 26     |           | 6      |       |
| 5    | Jean Alesi             | 24     |           | 4      | 1     |
| 6    | Rubens Barrichello     | 19     |           | 1      | 1     |
| 7    | Martin Brundle         | 16     |           | 2      |       |
| 8    | David Coulthard        | 14     |           | 1      |       |
| 9    | Nigel Mansell          | 13     | 1         | 1      | 1     |
| 10   | Jos Verstappen         | 10     |           | 2      |       |
| 11   | Olivier Panis          | 9      |           | 1      |       |
| 12   | Mark Blundell          | 8      |           | 1      |       |
| 13   | Heinz-Harald Frentzen  | 7      |           |        |       |
| 14   | Christian Fittipaldi   | 6      |           |        |       |
| 15   | Nicola Larini          | 6      |           | 1      |       |
| 16   | Eddie Irvine           | 6      |           |        |       |
| 17   | Ukyō Katayama          | 5      |           |        |       |
| 18   | Pierluigi Martini      | 4      |           |        |       |
| 19   | Karl Wendlinger        | 4      |           |        |       |
| 20   | Eric Bernard           | 4      |           | 1      |       |
| 21   | Andrea de Cesaris      | 4      |           |        |       |
| 22   | Gianni Morbidelli      | 3      |           |        |       |
| 23   | Érik Comas             | 2      |           |        |       |
| 24   | Jyrki Jarvilehto Lehto | 1      |           |        |       |
| 25   | Michele Alboreto       | 1      |           |        |       |
| NC   | David Brabham          |        |           |        |       |
| NC   | Aguri Suzuki           |        |           |        |       |
| NC   | Bertrand Gachot        |        |           |        |       |
| NC   | Alessandro Zanardi     |        |           |        |       |
| NC   | Domenico Schiattarella |        |           |        |       |
| NC   | Hideki Noda            |        |           |        |       |
| NC   | Jean-Denis Délétraz    |        |           |        |       |
| NC   | Jean-Marc Gounon       |        |           |        |       |
| NC   | Johnny Herbert         |        |           |        |       |
| NC   | Ayrton Senna           |        |           |        | 3     |
| NC   | Olivier Beretta        |        |           |        |       |
| NC   | Franck Lagorce         |        |           |        |       |
| NC   | Taki Inoue             |        |           |        |       |
| NC   | Yannick Dalmas         |        |           |        |       |
| NC   | Roland Ratzenberger    |        |           |        |       |
| NC   | Philippe Alliot        |        |           |        |       |
| NC   | Philippe Adams         |        |           |        |       |
| NC   | Pedro Lamy             |        |           |        |       |
| NC   | Paul Belmondo          |        |           |        |       |
| NC   | Mika Salo              |        |           |        |       |
| NC   | Andrea Montermini      |        |           |        |       |

### Campeonato de Constructores
| Pos. | Constructor       | N.º | BRA | PAC | SMR | MON | ESP | CAN | FRA | GBR | GER | HUN | BEL | ITA | POR | EUR | JPN | AUS | Puntos |
| ---- | ----------------- | --- | --- | --- | --- | --- | --- | --- | --- | --- | --- | --- | --- | --- | --- | --- | --- | --- | ------ |
| 1    | Williams-Renault  | 0   | 2   | Ret | 6   | Ret | 1   | 2   | 2   | 1   | 8   | 2   | 1   | 1   | 1   | 2   | 1   | Ret | 118    |
| 1    | Williams-Renault  | 2   | Ret | Ret | Ret |     | Ret | 5   | Ret | 5   | Ret | Ret | 4   | 6†  | 2   | Ret | 4   | 1   | 118    |
| 2    | Benetton-Ford     | 5   | 1   | 1   | 1   | 1   | 2   | 1   | 1   | DSQ | Ret | 1   | DSQ | 9   | Ret | 1   | 2   | Ret | 103    |
| 2    | Benetton-Ford     | 6   | Ret | Ret | Ret | 7   | Ret | 6   | Ret | 8   | Ret | 3   | 3   | Ret | 5   | Ret | Ret | Ret | 103    |
| 3    | Ferrari           | 27  | 3   | Ret | 2   | 5   | 4   | 3   | Ret | 2   | Ret | Ret | Ret | Ret | Ret | 10  | 3   | 6   | 71     |
| 3    | Ferrari           | 28  | Ret | 2   | Ret | 3   | Ret | 4   | 3   | Ret | 1   | 12† | Ret | 2   | Ret | 5   | Ret | 2   | 71     |
| 4    | McLaren-Peugeot   | 7   | Ret | Ret | 3   | Ret | Ret | Ret | Ret | 3   | Ret | Ret | 2   | 3   | 3   | 3   | 7   | 12† | 42     |
| 4    | McLaren-Peugeot   | 8   | Ret | Ret | 8   | 2   | 11† | Ret | Ret | Ret | Ret | 4†  | Ret | 5   | 6   | Ret | Ret | 3   | 42     |
| 5    | Jordan-Hart       | 14  | 4   | 3   | DNQ | Ret | Ret | 7   | Ret | 4   | Ret | Ret | Ret | 4   | 4   | 12  | Ret | 4   | 28     |
| 5    | Jordan-Hart       | 15  | Ret | Ret | Ret | 4   | 6   | Ret | Ret | Ret | Ret | Ret | 13† | Ret | 7   | 4   | 5   | Ret | 28     |
| 6    | Ligier-Renault    | 25  | Ret | 10  | 12  | Ret | 8   | 13  | Ret | 13  | 3   | 10  | 10  | 7   | 10  | 8   | Ret | 11  | 13     |
| 6    | Ligier-Renault    | 26  | 11  | 9   | 11  | 9   | 7   | 12  | Ret | 12  | 2   | 6   | 7   | 10  | DSQ | 9   | 11  | 5   | 13     |
| 7    | Tyrrell-Yamaha    | 3   | 5   | Ret | 5   | Ret | Ret | Ret | Ret | 6   | Ret | Ret | Ret | Ret | Ret | 7   | Ret | Ret | 13     |
| 7    | Tyrrell-Yamaha    | 4   | Ret | Ret | 9   | Ret | 3   | 10† | 10  | Ret | Ret | 5   | 5   | Ret | Ret | 13  | Ret | Ret | 13     |
| 8    | Sauber-Mercedes   | 29  | 6   | Ret | 4   | DNS |     | Ret | 6   | Ret | Ret | Ret | Ret | Ret | Ret | Ret | Ret | 10  | 12     |
| 8    | Sauber-Mercedes   | 30  | Ret | 5   | 7   | DNS | Ret | Ret | 4   | 7   | Ret | Ret | Ret | Ret | Ret | 6   | 6   | 7   | 12     |
| 9    | Footwork-Ford     | 9   | Ret | 4   | 13† | Ret | Ret | DSQ | 8   | 9   | 4   | 14† | Ret | Ret | 8   | 17  | 8   | 8   | 9      |
| 9    | Footwork-Ford     | 10  | Ret | Ret | Ret | Ret | Ret | Ret | Ret | Ret | 5   | Ret | 6   | Ret | 9   | 11  | Ret | Ret | 9      |
| 10   | Minardi-Ford      | 23  | 8   | Ret | Ret | Ret | 5   | 9   | 5   | 10  | Ret | Ret | 8   | Ret | 12  | 15  | Ret | 9   | 5      |
| 10   | Minardi-Ford      | 24  | Ret | Ret | Ret | 6   | Ret | 11  | Ret | Ret | Ret | 7   | 9   | Ret | 13  | 14  | Ret | Ret | 5      |
| 11   | Larrousse-Ford    | 19  | 9   | 6   | Ret | 10  | Ret | Ret | 11† | Ret | 6   | 8   | Ret | 8   | Ret | Ret | 9   | Ret | 2      |
| 11   | Larrousse-Ford    | 20  | Ret | Ret | Ret | 8   | Ret | Ret | Ret | 14  | 7   | 9   | Ret | Ret | 14  | Ret | Ret | Ret | 2      |
| NC   | Lotus-Mugen-Honda | 11  | 10  | 8   | Ret | 11  | 9   | 15  | Ret | Ret | Ret | 13  | Ret | Ret | 16  | 16  | 13  | Ret | 0      |
| NC   | Lotus-Mugen-Honda | 12  | 7   | 7   | 10  | Ret | Ret | 8   | 7   | 11  | Ret | Ret | 12  | Ret | 11  | 18  | 10  | Ret | 0      |
| NC   | Simtek-Ford       | 31  | 12  | Ret | Ret | Ret | 10  | 14  | Ret | 15  | Ret | 11  | Ret | Ret | Ret | Ret | 12  | Ret | 0      |
| NC   | Simtek-Ford       | 32  | DNQ | 11  | DNS |     | DNQ |     | 9   | 16  | Ret | Ret | 11  | Ret | 15  | 19  | Ret | Ret | 0      |
| NC   | Pacific-Ilmor     | 33  | DNQ | DNQ | DNQ | Ret | Ret | DNQ | DNQ | DNQ | DNQ | DNQ | DNQ | DNQ | DNQ | DNQ | DNQ | DNQ | 0      |
| NC   | Pacific-Ilmor     | 34  | Ret | DNQ | Ret | Ret | Ret | Ret | DNQ | DNQ | DNQ | DNQ | DNQ | DNQ | DNQ | DNQ | DNQ | DNQ | 0      |
| Pos. | Constructor       | N.º | BRA | PAC | SMR | MON | ESP | CAN | FRA | GBR | GER | HUN | BEL | ITA | POR | EUR | JPN | AUS | Puntos |

### Estadísticas del Campeonato de Constructores
| Pos. | Constructor | Motor       | Grandes Premios | Victorias | Podios | Poles | Vueltas rápidas | Vueltas lideradas | Puntos |
| ---- | ----------- | ----------- | --------------- | --------- | ------ | ----- | --------------- | ----------------- | ------ |
| 1    | Williams    | Renault     | 16              | 7         | 13     | 6     | 8               | 289               | 118    |
| 2    | Benetton    | Ford        | 16              | 8         | 12     | 6     | 8               | 646               | 103    |
| 3    | Ferrari     | Ferrari     | 16              | 1         | 11     | 3     |                 | 96                | 71     |
| 4    | McLaren     | Peugeot     | 16              |           | 8      |       |                 | 12                | 42     |
| 5    | Jordan      | Hart        | 16              |           | 1      | 1     |                 | 3                 | 28     |
| 6    | Tyrrell     | Yamaha      | 16              |           | 1      |       |                 |                   | 13     |
| 7    | Ligier      | Renault     | 16              |           | 2      |       |                 |                   | 13     |
| 8    | Sauber      | Mercedes    | 15              |           |        |       |                 |                   | 12     |
| 9    | Footwork    | Ford        | 16              |           |        |       |                 |                   | 9      |
| 10   | Minardi     | Ford        | 16              |           |        |       |                 |                   | 5      |
| 11   | Larrousse   | Ford        | 16              |           |        |       |                 |                   | 2      |
| NC   | Pacific     | Ilmor       | 5               |           |        |       |                 |                   |        |
| NC   | Lotus       | Mugen-Honda | 16              |           |        |       |                 |                   |        |
| NC   | Simtek      | Ford        | 16              |           |        |       |                 |                   |        |